# Fritz Zoltán
Fritz Zoltán (Kecskemét, 1979. május 15.–) animátor, keramikus, illusztrátor. A Magyar Képregény Akadémia alkotócsoport tagja.[forrás?]

## Életrajz
A Kandó Kálmán Szakközépiskola művészeti szakának kerámia szakirányát 1997-ben végezte el, miközben több rajzversenyen is sikeresen szerepelt, és részt vett középiskolás tárlatokon. Ezt követően a Pannónia Rajzfilmstúdió kecskeméti műtermében és a Kecskeméti Nemzetközi Kerámia Stúdióban dolgozott.
1998-tól a Magyar Iparművészeti Egyetem hallgatója.
2003-ban szilikátipari tervezői, 2004-ben rajz–vizuális környezetkultúra tanári diplomát szerzett.
Tanulmányai alatt egy három hónapos barcelonai ERASMUS ösztöndíjban is részesült.
2004 és 2009 között az elsősorban Flash-animációkkal foglalkozó Art7 Művészeti Stúdió művészeti vezetője. 2009 decembere óta a KEDD animációs stúdió munkatársa.
2004-ben alapító tagja a [Magyar Képregény Akadémia] alkotócsoportnak.

## Képregények
- Karma (PTSD Antológia 1, 2004)
- Az égig érő paszuly (Pinkhell 0, 2005)
- Torony (Pinkhell 0, 2005)
- Honfoglalás (Pesti Est , 2005)
- Klónkirály (Pesti Est , 2005)
- Bárdos darabolós (írta Kemenes Tamás, Pinkhell 1, 2006)
- A halál és az iránytű (írta Jorge Luis Borges nyomán Zorro de Bianco, Pinkhell 2–3, 2006–2007)
- Az életmentő rák (Pinkhell 4, 2007)
- A Holló (írta JRF, Pinkhell 5, 2008)
- Álomutazó (Szabó Jenő szinopszisa alapján, Nero Blanco Comix 4, 2009)
- Sztív aki nagyon gonosz kalandjai: Szemöldöklés, Sztív a paradicsomban (írta Kemenes Tamás, Fa*zzine 1, 2009)
- Filmstrip (írta Benedek Ágota, Filmvilág 2010/10-)
- Korhelyvadászat (Pinkhell 7, 2010)
- Mamucipőke (Pinkhell 7, 2010)

### „Comic speech” rögtönzések
- Jókedély a Bálintzsidóban (Lanczinger Mátyással, Panel fanzin 2, 2006)
- A nagypofájú béka és a pisztoly (Panel fanzin 3, 2006)
- Sok a pókból (Felvidéki Miklóssal és Lanczinger Mátyással, Panel fanzin 4, 2007)
- 300 – életeken át (Lanczinger Mátyással, Panel fanzin 4, 2007)
- A nagypofájú béka (Panel fanzin 5, 2007)
- A csendőr és a légfrissítő (Panel fanzin különszám 2, 2009)

### Címlapok
- Panel fanzin 3, 2006
- Buborékhámozó különszám 1, 2010
- Buborékhámozó 10, 2010

## Animációk
- Fritz és az óra (4 perc, 2000, animátor)
- Alsógöröngyös (3 perc, 2001, figuratervező és animátor)
- Szia Zoli (3 perces videóklip a Kistehén zenekarnak, 2002, rendező és animátor)
- Hogyan repüljünk? (3 perc, 2003, figuratervező)
- Naná kalandjai (86 x 1 perces sorozat, RTL KLUB 2004, rendező, képes forgatókönyv rajzoló, figuratervező és animátor)
- Mit akar ma a karma? (5 perc, KAFF versenyfilm, 2005, rendező)
- Csiga (3.45 perces videóklip a Kispál és a Borz zenekarnak, 2005, képes forgatókönyv rajzoló, figuratervező, animátor)
- Hungarikum (a magyar történelemmel viccelődő 20x5 perces sorozat, 2005, animátor-rendező)
- A paszuly (KAFF versenyfilm, 2007, rendező)